# Bondsdagverkiezingen 1969

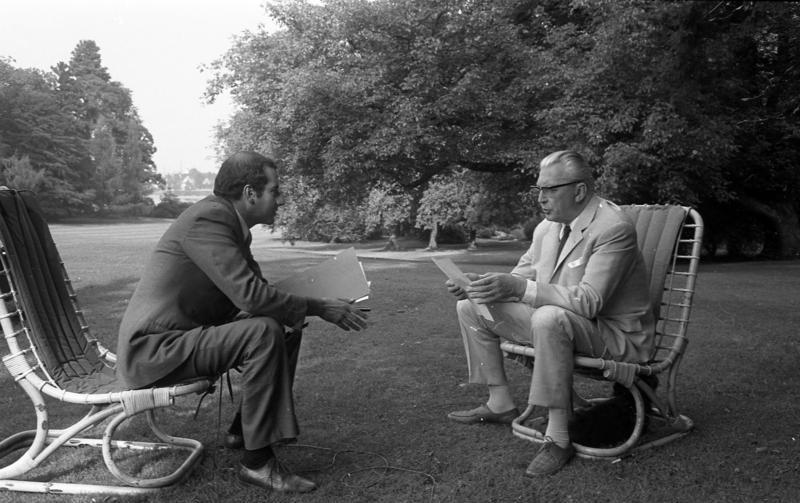
Kurt Georg Kiesinger geeft een interview, 6 september 1969

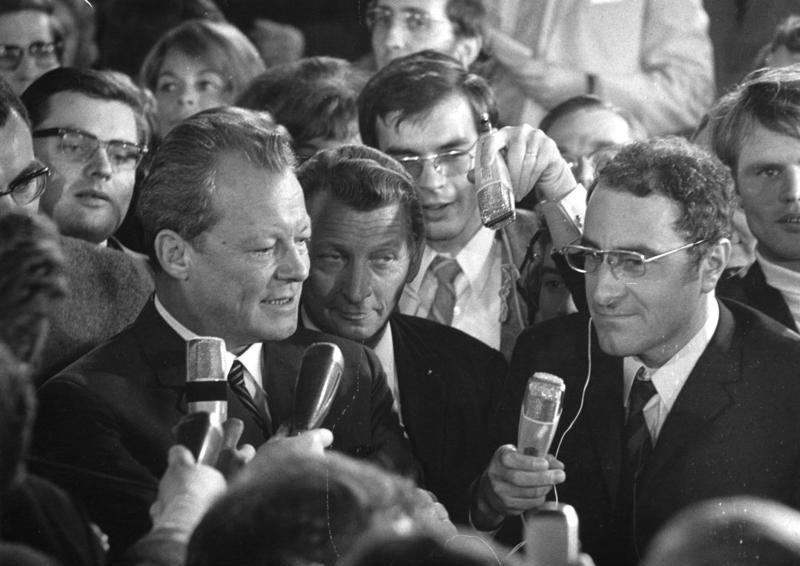
Willy Brandt op de verkiezingsavond, toen hij vaststelde dat SPD en FDP meer hebben dan CDU en CSU

De Bondsdagverkiezingen van 1969 vonden op 28 september 1969 plaats. Het waren de zesde federale verkiezingen in de Bondsrepubliek Duitsland.
Sinds 1 december 1966 werd Duitsland geregeerd door een "grote coalitie" van CDU/CSU en SPD. Bondskanselier Kurt Georg Kiesinger, de CDU-voorzitter, stond tegenover zijn minister van Buitenlandse Zaken, vicekanselier Willy Brandt, de SPD-voorzitter. In de oppositie was toen de liberale FDP onder haar voorzitter Walter Scheel.
De verkiezingscampagne was buitengewoon ruw omdat linkse studenten aan de ene kant en rechtsradicalen van de NPD onrust stookten. Voor de tijdgenoten was het vrij zeker dat de NPD, die sinds 1966 in veel deelstaatparlementen was gekomen, ook in de nieuwe Bondsdag vertegenwoordigd zou zijn.
Op de verkiezingsavond leek het dat zowel FDP als ook NPD niet de vijf-procent-kiesdrempel zouden halen. Kiesinger zag zich al als kanselier van een regering van alleen de CDU/CSU. Later de avond werd duidelijk dat de FDP wel de kiesdrempel had gehaald. Verder waren de machtsverhoudingen de oude: de CDU/CSU was met een klein verlies de grootste fractie gebleven, de SPD had iets gewonnen. De FDP had met 5,8 procent minder stemmen gekregen dan ooit.
De FDP was de verkiezingen ingegaan zonder aan te kondigen welke coalitie ze wilde. Wel had voorzitter Scheel laten zien welke coalitie hij persoonlijk prefereerde, een met de SPD. De SPD-FDP-coalitie, die op 22 oktober 1969 aantrad, had een zeer kleine meerderheid in het parlement van zes zetels. Willy Brandt was de eerste SPD-kanselier sinds 1930, Walter Scheel de eerste liberale minister van Buitenlandse Zaken sinds 1931.

## Uitslag
- N.B.: Indirect werden gekozen door de Berlijnse gemeenteraad: 13 SPD'ers, 8 CDU'ers en 1 FDP'er.

| Partij                                                                                     | %     | zetels   | verschil |
| ------------------------------------------------------------------------------------------ | ----- | -------- | -------- |
| Sociaaldemocratische Partij van Duitsland (Sozialdemokratische Partei Deutschlands)        | 42,7% | 224 (13) | +22      |
| Vrije Democratische Partij (Freie Demokratische Partei)                                    | 5,8%  | 30 (1)   | -19      |
| Christelijk Democratische Unie van Duitsland (Christlich Demokratische Union Deutschlands) | 36,6% | 193 (8)  | -3       |
| Christelijk-Sociale Unie (Christlich-Soziale Unione)                                       | 9,5%  | 49       | -        |
| Nationaal-Democratische Partij van Duitsland (Nationaldemokratische Partei Deutschlands)   | 4,3%  | 0        |          |
| Overigen                                                                                   | 1,1%  | 0        |          |
| Totaal                                                                                     | 100%  | 496      | 0        |

|  |

|  |

|  |

|  |

|  |

|  |

|  |

|  |

|  |

|  |

|  |